# Olea sect. Olea
Section
Classification APG II (2003)
Olea est une section de plantes à fleurs de la famille des Oleaceae. Elle rassemble des plantes appartenant au sous-genre Olea et au genre Olea. Le travail de révision de P.S. Green a réorganisé complètement la taxonomie du genre Olea (a créé le sous-genre et deux sections) laquelle est reprise par des publications récentes.

## Description botanique

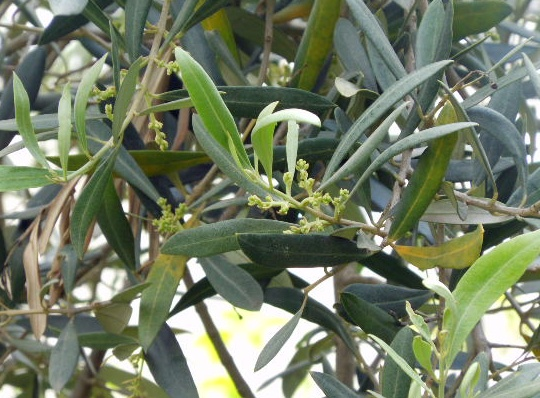
Olea europaea europaea europaea Salonenque, inflorescence jeune (Montpellier, 01/05/2013).

### Appareil végétatif
Ce sont de petits arbres ou des buissons. Les feuilles, les jeunes rameaux et le rachis des inflorescences sont couvertes d'écailles peltées imbriquées ou juxtaposées, spécialement le la face abaxiale des feuilles. Les feuilles sont entières, sans domaties.

### Appareil reproducteur

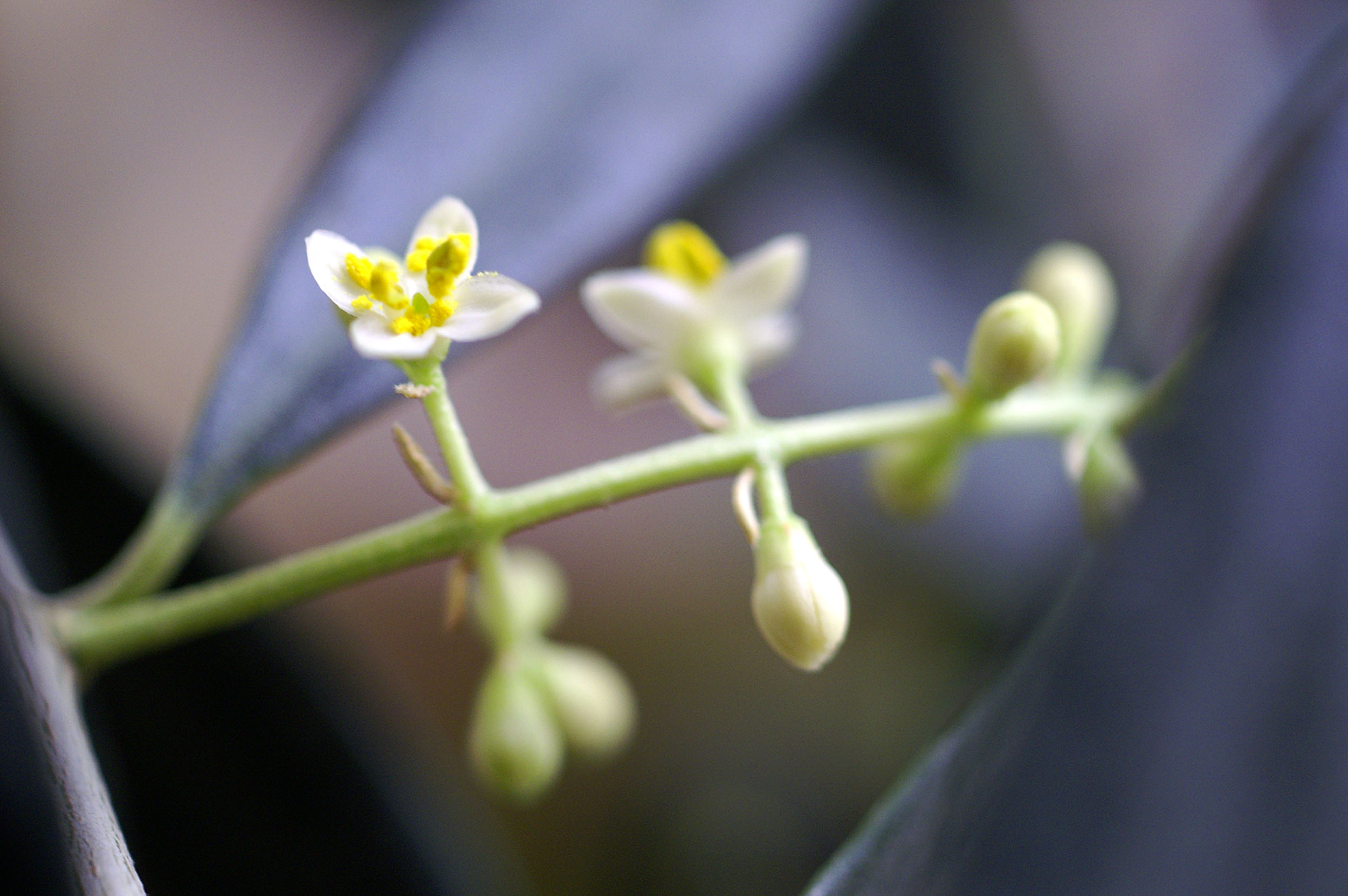
Fleurs d'Olivier.

Les inflorescences sont axillaires, en cymes paniculées ou en grappes décussées. Le tube du calice est quelque peu membraneux.
Le fruit est une drupe avec un mésocarpe plus ou moins mince ou charnu.

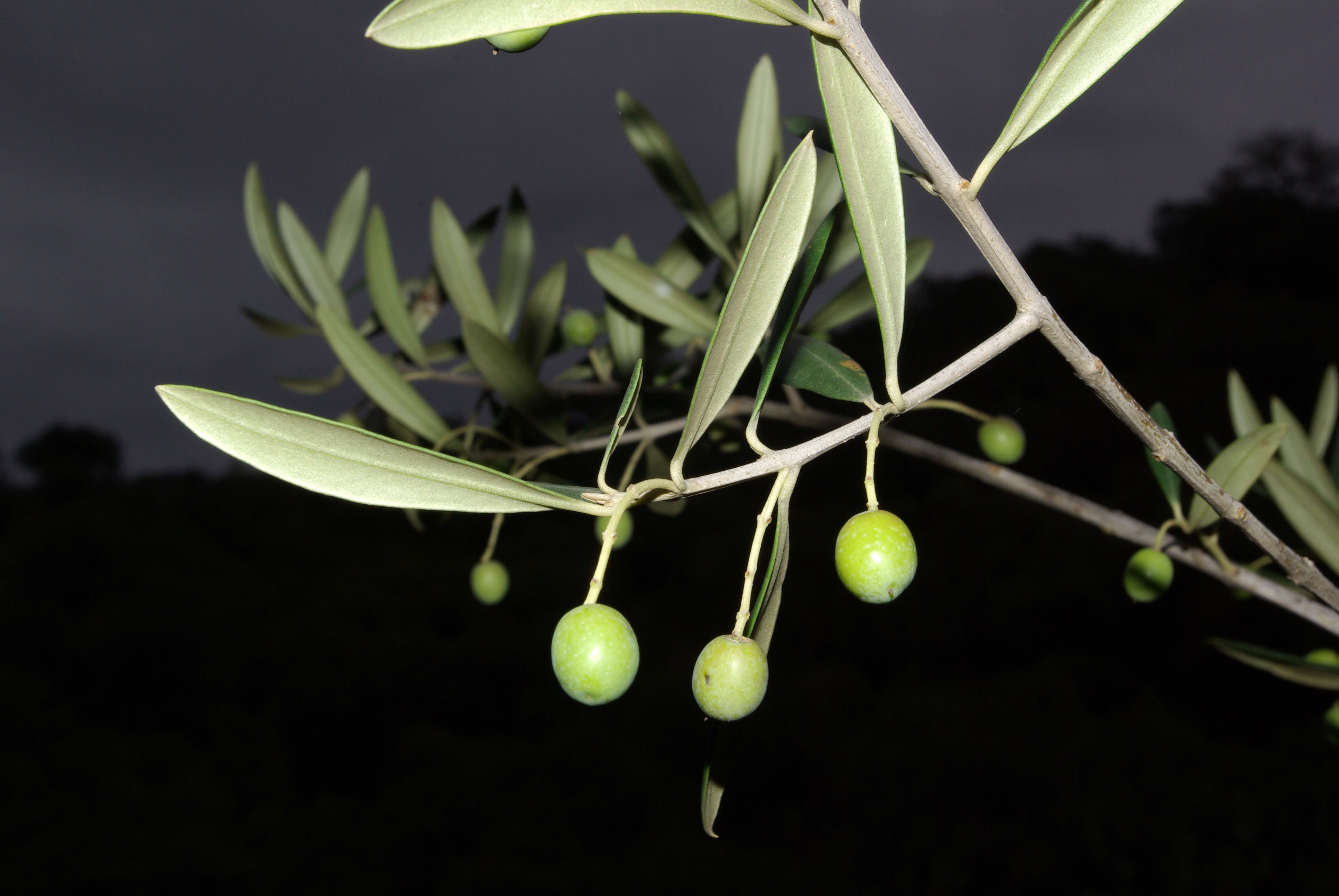
Olea europaea, fruits.

## Taxonomie
Selon l'auteur de la révision du genre Olea, la liste de synonymes extensive de la section Olea est justifiée, non seulement par la morphologie des plantes mais aussi par l'analyse des glucosides flavonoïdes.

### Taxons rattachées à cette section
- Olea europaea subsp. europaea var. europaea (pourtour méditerranéen),
- Olea europaea subsp. europaea var. sylvestris (pourtour méditerranéen),
- Olea europaea subsp. laperrinei (Massifs sahariens),
- Olea europaea subsp. cerasiformis (Madère et Îles Canaries),
- Olea europaea subsp. guanchica (Îles Canaries),
- Olea europaea subsp. maroccana (Sud du Maroc et Haut-Atlas),
- Olea europaea subsp. cuspidata (Asie : Chine, Inde, Pakistan et Iran - Arabie du Sud - Afrique du Sud et de l'Est).
- Olea welwitschii Knobl. : cf. (en) eFlora  et (en) JStor
- Olea woodiana Knobl. ou Bois de fer noir ;

### Synonymes
- Sect. Oleaster Endl., Gen. P1. 1: 572 (1838). Type: 0 . europaea L.
- Sect. Euoleu DC., Prodr. 8: 284 (1844). Type: 0.europnea L.
- Subgen. Euolea (DC.) Pfeiff., Vollst. Synon.: 191 (1870).

## Sources
- (section du sous-genre Olea) :

Pour des articles plus généraux, voir Oleaceae et Olea.